# Theodor Talman
Theodor Engelbert Talman (* 28. Dezember 1895 in Großschönau; † 26. Mai 1944 in Lyon) war ein deutscher Fechter und Fechtmeister, der beim Hamburger FC und zwischenzeitlich beim Fechtclub Offenbach focht.
Zwischen 1923 und 1927 erreichte Talman in allen drei Disziplinen (Florett, Degen und Säbel) mindestens einmal die Finalrunde der Deutschen Einzelmeisterschaften. Mit der Mannschaft belegte er ebenfalls mit allen drei Waffen mehrere zweite und dritte Plätze (1923 mit dem Hamburger Fechtclub, ab 1924 für Offenbach), 1925 gewann er schließlich zusammen mit Hans Halberstadt und Hans Thomson die Deutsche Mannschaftsmeisterschaft im Säbelfechten.
Im Jahr 1927 wurde Talman als Fechtmeister diplomiert und betrieb mit seinem Vater in Hamburg die Fechtschule Talman. Ebenfalls 1927 war Talman Mitglied der deutschen Nationalmannschaft bei einem Länderkampf in Cremona, bei dem jedoch alle drei Gefechte gegen Österreich, Ungarn und Italien verloren gingen.
Zum 1. August 1930 trat er der NSDAP bei (Mitgliedsnummer 305.154). Zum 23. August 1934 trat er der SS bei (SS-Nummer 107.327), in der zum 1. September 1942 zum Sturmbannführer befördert wurde. Als der Leiter des Reichssicherheitshauptamtes und aktive Säbelfechter Reinhard Heydrich in den Jahren 1940 bis 1941 versuchte, die Leitung des internationalen Fechtverbandes FIE zu übernehmen, war Talman als Verbindungsoffizier zwischen ihm und dem amtierenden FIE-Präsidenten Paul Anspach vorgesehen, der jedoch einen Rücktritt oder Zusammenarbeit mit Heydrich ablehnte.
Talman lebte zuletzt in Potsdam.